# HMS Winchelsea (D46)
«Вінчелсі» (D46) (англ. HMS Winchelsea (D46)) — військовий корабель, ескадрений міноносець «Адміралті» типу «W» Королівського військово-морського флоту Великої Британії за часів Другої світової війни.
«Вінчелсі» був закладений 15 грудня 1917 року на верфі компанії J. Samuel White & Company на острові Коуз. 14 лютого 1918 року він був спущений на воду, а 15 березня 1918 року увійшов до складу Королівських ВМС Великої Британії.

## Історія служби

### 1939
На початок Другої світової війни есмінець «Вінчелсі» перебував у складі сил 11-ї флотилії есмінців, яка почала виконувати завдання з ескорту конвоїв та проведення протичовнових дій з настанням періоду бойових дій. 9 вересня корабель разом з есмінцями «Венгвішер» і «Волкер» вийшли у перший похід на супроводження конвою OB 2. 11 числа з лідером есмінців «Маккей» ескортували конвой OB 3.

### 1941
25 березня 1941 року «Вінчелсі» залучався до забезпечення конвою WS 7.
29 червня есмінець виходив на ескорт конвою WS 9B.
2 серпня 1941 року «Вінчелсі» діяв у далекому океанському ескорті конвою WS 10.